# Joaquim José Monteiro Torres
Joaquim José Monteiro Torres (Lisboa, 20 de setembro de 1761 — ) foi um almirante da Marinha Portuguesa. Foi um dos portugueses que embarcou de Portugal para o Brasil durante a fuga às invasões napoleónicas. Durante o período em que a família real portuguesa esteve no Brasil, ele foi nomeado Ministro da Marinha em 1821. Mais tarde voltaria a desempenhar novamente o mesmo cargo, de 7 de setembro de 1821 a 28 de maio de 1823 e, ainda, de 15 de janeiro de 1825 a 1 de agosto de 1826.